# Rassemblement pour la démocratie et le progrès (Tchad)
Pour les articles homonymes, voir Rassemblement pour la démocratie et le progrès.
Le Rassemblement pour la démocratie et le progrès (RDP) est un parti politique tchadien, dirigé par Mahamat Allahou Taher désigné lors de la convention du RDP qui s'est tenue du 27 au 29 janvier 2016 à N'Djamena. Lol Mahamat Choua, ancien Président et membre fondateur du RDP a été désigné président d'honneur à vie.

## Historique
Le parti est fondé en décembre 1991 par des patriotes tchadiens, au nombre desquels Lol Mahamat Choua et fait partie des premiers partis politiques du pays à être légalisés en mars 1992.
Le parti est actif dans la lutte contre le régime de Hissène Habré dans les années 1980 et joue un rôle important dans la transition démocratique au Tchad dans les années 1990. Le RDP est un membre fondateur de l'Union des forces pour la démocratie et le développement (UFDD), une coalition de partis d'opposition qui participe aux élections présidentielles de 1996 et 2001.